# قبرس در المپیک
قبرس از سال ۱۹۸۰ میلادی تاکنون به هر یک از دوره‌های بازی‌های المپیک ورزشکارانی را اعزام کرده است. پاولوس کونتیدس اولین مدال المپیک را برای قبرس در المپیک تابستانی ۲۰۱۲ کسب کرد. کونتیدس در المپیک ۲۰۲۴ پاریس مجدداً به مدال نقره دست یافت.

## تحت عنوان یونان
ورزشکاران اهل قبرس، برای نخستین بار در بازی‌های المپیک مدرن، در افتتاحیه المپیک ۱۸۹۶ آتن، شرکت کردند. در این بازی‌ها شرکت کنندگان قبرسی تحت پرچم و نام یونان به رقابت پرداختند. در آن زمان، قبرس مستعمره بریتانیا بود. یکی از برجسته‌ترین افراد قبرسی در تیم یونان این دوره یوانیس فرانگودیس، تیرانداز استثنایی عصر خود، بود. فرانگودیس در رشتهٔ تپانچه و مادهٔ ۲۵ متر سریع به مدال طلا دست یافت و در مادهٔ ۳۰۰ متر تفنگ آزاد مردان با سه موقعیت به مدال نقره دست یافت.
نخستین ورزشکار قبرسی که در بازی‌های المپیک مدرن شرکت کرد، آناستاسیوس آندرئو، قهرمان دوی ۱۱۰ متر با مانع بود. در بازی‌های آتن، آندرئو در دور مقدماتی مسابقات دو با مانع شرکت کرد اما به مقام چهارم رسید و از صعود به فینال این رشته بازماند. یک لحظه مهم در تاریخ المپیک قبرس، شرکت دومینیسا لانیتو-کاوونیدو در این تورنمنت بود. دومینیسا، متولد لیماسول، قهرمان باشگاه ورزشی «المپیا» بود. او اولین ورزشکار رشتهٔ دو و میدانی زنان در تیم یونان بود که در المپیک شرکت جست. او در المپیک ۱۹۳۶ برلین نیز در دوی صد متر و هشتاد متر با مانع شرکت کرد. پس از جنگ جهانی دوم، او مجدداً در المپیک ۱۹۴۸ لندن شرکت کرد.
بعدها، استاوروس تزیورتزیس در المپیک ۱۹۷۲ مونیخ با شرکت در دوی چهارصد متر با مانع، به موفقیت‌های چشمگیری دست یافت. تزیورتزیس موفق شد به فینال راه پیدا کند و در جایگاه ششم قرار گیرد.

## به عنوان یک کشور مستقل
کمیته المپیک قبرس در ۱۰ ژوئن ۱۹۷۴ میلادی تأسیس شد و در آوریل سال ۱۹۷۹، طی جلسه ای در مونته ویدئو، به عنوان یکی از اعضای کمیته بین‌المللی المپیک به رسمیت شناخته شد. قبرس بار نخست به عنوان یک کشور مستقل در بازی‌های المپیک زمستانی ۱۹۸۰ در لیک پلاسید شرکت کرد و اولین دورهٔ بازی‌های تابستانی آن مربوط به المپیک ۱۹۸۰ مسکو است. از آن زمان تاکنون، قبرس در تمامی ادوار بازی‌های المپیک بعدی، با مجموع ۱۲۸ ورزشکار، شرکت داشته است.
قبرس به عنوان یک کشور مستقل از سال ۱۹۸۰ تاکنون ورزشکارانی را به هر بازی‌های المپیکی اعزام کرده است. قبرس اولین مدال المپیک خود را در بازی‌های المپیک تابستانی ۲۰۱۲ به دست آورد که پاولوس کونتیدس در رشته قایقرانی لیزری مردان مدال نقره و جایگاه دوم را کسب کرد. پیش از این، قبرسی‌ها در المپیک ۲۰۰۸ پکن زمانی که آنتونیس نیکولایدیس در اسکیت مردان شرکت کرده‌بود، با اختلاف کمی مدال برنز این رشته را از دست دادند.
ترک‌های قبرسی که نمی‌توانند یا نمی‌خواهند با پرچم جمهوری قبرس رقابت کنند، بایستی برای ترکیه یا کشور دیگری به میدان بروند یا تحت پرچم المپیک بازی کنند، زیرا کمیته المپیک جمهوری ترک قبرس شمالی را به عنوان یک کشور به رسمیت نمی‌شناسند و این دولت در سطح بین‌المللی توسط هیچ مرجع بزرگ و کوچکی (از جمله کمیته المپیک) به رسمیت شناخته نشده است و در نتیجه هیچ کمیته المپیک ملی‌ای ندارد. بنابراین، تمام المپیکی‌های قبرس ملزم به شرکت در رقابت‌ها با نام و نشان جمهوری قبرس (قبرس جنوبی) هستند.

## جدول مدال

### تابستانی
| بازی‌ها | ورزشکاران    | طلا | نقره | برنز | جمع | رتبه |
| ۱۹۸۰   | ۱۴           | ۰   | ۰    | ۰    | ۰   | –    |
| ۱۹۸۴   | ۱۰           | ۰   | ۰    | ۰    | ۰   | –    |
| ۱۹۸۸   | ۹            | ۰   | ۰    | ۰    | ۰   | –    |
| ۱۹۹۲   | ۱۷           | ۰   | ۰    | ۰    | ۰   | –    |
| ۱۹۹۶   | ۱۷           | ۰   | ۰    | ۰    | ۰   | –    |
| ۲۰۰۰   | ۲۲           | ۰   | ۰    | ۰    | ۰   | –    |
| ۲۰۰۴   | ۲۰           | ۰   | ۰    | ۰    | ۰   | –    |
| ۲۰۰۸   | ۱۷           | ۰   | ۰    | ۰    | ۰   | –    |
| ۲۰۱۲   | ۱۳           | ۰   | ۱    | ۰    | ۱   | ۷۰   |
| ۲۰۱۶   | ۱۶           | ۰   | ۰    | ۰    | ۰   | –    |
| ۲۰۲۰   | ۱            | ۰   | ۰    | ۰    | ۰   | –    |
| ۲۰۲۴   | ۱۶           | ۰   | ۱    | ۰    | ۱   | ۷۴   |
| ۲۰۲۸   | رویداد آینده |     |      |      |     |      |
| ۲۰۳۲   | رویداد آینده |     |      |      |     |      |
| جمع    | جمع          | ۰   | ۲    | ۰    | ۲   | ۱۲۶  |

### زمستانی
| بازی‌ها | ورزشکاران    | طلا          | نقره         | برنز         | جمع          | رتبه         |
| ۱۹۸۰   | ۱            | ۰            | ۰            | ۰            | ۰            | –            |
| ۱۹۸۴   | ۵            | ۰            | ۰            | ۰            | ۰            | –            |
| ۱۹۸۸   | ۳            | ۰            | ۰            | ۰            | ۰            | –            |
| ۱۹۹۲   | ۴            | ۰            | ۰            | ۰            | ۰            | –            |
| ۱۹۹۴   | ۱            | ۰            | ۰            | ۰            | ۰            | –            |
| ۱۹۹۸   | ۱            | ۰            | ۰            | ۰            | ۰            | –            |
| ۲۰۰۲   | ۱            | ۰            | ۰            | ۰            | ۰            | –            |
| ۲۰۰۶   | ۱            | ۰            | ۰            | ۰            | ۰            | –            |
| ۲۰۱۰   | ۲            | ۰            | ۰            | ۰            | ۰            | –            |
| ۲۰۱۴   | ۲            | ۰            | ۰            | ۰            | ۰            | –            |
| ۲۰۱۸   | ۱            | ۰            | ۰            | ۰            | ۰            | –            |
| ۲۰۲۲   | ۱            | ۰            | ۰            | ۰            | ۰            | -            |
| ۲۰۲۶   | رویداد آینده | رویداد آینده | رویداد آینده | رویداد آینده | رویداد آینده | رویداد آینده |
| جمع    | جمع          | ۰            | ۰            | ۰            | ۰            | –            |

### مدال بر حسب ورزش
| ورزش             | طلا | نقره | برنز | مجموع |
| ---------------- | --- | ---- | ---- | ----- |
| قایق‌رانی بادبانی | ۰   | ۲    | ۰    | ۲     |
| مجموع (۱ ورزش)   | ۰   | ۲    | ۰    | ۲     |

## فهرست مدال‌آوران
| مدال | نام            | دوره       | ورزش         | رویداد |
| ---- | -------------- | ---------- | ------------ | ------ |
| نقره | پاولوس کونتیدس | ۲۰۱۲       | قایق بادبانی | لیزر   |
| نقره | پاولوس کونتیدس | ۲۰۲۴ پاریس | قایق بادبانی | لیزر   |